# Харрисон, Генри Томас
Генри Томас Харрисон (Henry Thomas Harrison, 23 апреля 1832 — 28 октября 1923, так же известный просто как «Харрисон») — шпион, работавший на армию Конфедерации во время американской гражданской войны. Известен тем, что передал Джеймсу Лонгстриту и генералу Ли сведения о перемещении Потомакской армии, что заставило их повернуть Северовирджинскую армию на восток и привело к сражению при Геттисберге.

## Ранние годы
Харрисон родился в Нэшвилле, штат Теннесси. Он работал актёром, но не очень успешно из-за небольшого роста. Когда началась гражданская война, ему было 29 лет, и он вступил рядовым в ополчение штата Миссисипи.

## Шпионская деятельность
В ноябре 1861 года Харрисон уволился из рядов миссисипского ополчения и стал шпионом Конфедерации, находясь в подчинении у военного секретаря Джеймса Седдона. В апреле 1863 года, во время осады Саффолка, Харрисон встретил генерала Джеймса Лонгстрита. С этого момента он начинает доставлять сведения непосредственно Лонгстриту. Для поддержания его лояльности Лонгстрит платил ему золотом или банкнотами.
В июне 1863 года, после начала Геттисбергской кампании, Лонгстрит встречался с Харрисоном в Калпепере, который отправил его на разведку с указанием вернуться в конце июня, после чего Харрисон отправился в Вашингтон, а оттуда — во Фредерик. Во Фредерике он обнаружил два пехотных корпуса, а также узнал о существовании третьего, хотя и не нашёл его. Узнав, что Северовирджинская армия стоит лагерем в Чамберсберге, он добыл лошадь и отправился туда, по дороге обнаружив ещё два корпуса, стоявших около Южных Гор. Так же он узнал, что генерал Хукер отстранён от командования Потомакской армией и вместо него назначен Джордж Мид.
28 июня 1863 года Харрисон явился в лагерь Лонгстрита около Чамберсберга. Моксли Соррел, адъютант Лонгстрита, вспоминал, что патруль привёл Харрисона прямо к нему и что Харрисон был грязен и оборван, что свидетельствовало о сложности проделанного им пути. Соррел сразу направил Харрисона к Лонгстриту.

Мысленно я был далёк от забот и трудов этого дня, когда меня неожиданно отвлёк стук в мою палатку. Это оказался главный инспектор Фэйрфакс. Наши пикеты арестовали молодого человека при подозрительных обстоятельствах … Он оказался Харрисоном, ценным разведчиком. Он прошёл сквозь расположение федеральной армии ночью 27-го и 28-го, раздобыл лошадь и доставил сведения о расположении двух корпусов федералов ночью 27-го и примерное положение прочих…
Оригинальный текст (англ.)– My mind had hardly turned away from the cares and labors of the day, when I was aroused by some one beating on the pole of my tent. It proved to be Assistant Inspector-General Fairfax. A young man had been arrested by our outlying pickets under suspicious circumstances. ... He proved to be Harrison, the valued scout. He had walked through the lines of the Union army during the night of the 27th and the 28th, secured a mount at dark of the latter day to get in as soon as possible, and brought information of the location of two corps of Federals at night of the 27th, and approximate positions of others. . 
— Longstreet: From Manassas to Appomattox
По словам Лонгстрита, он послал Харрисона с Фэйрфаксом в штаб генерала Ли, чтобы передать добытые сведения. Через Фэйрфакса Лонгстрит так же передал генералу Ли совет перейти Южные Горы. Однако Ли отказался общаться с Харрисоном, и выслушал только Фэйрфакса. Он не был склонен доверять гражданским шпионам, но у него не было выбора: генерал Стюарт отправился в рейд и пропал, бригады Робертсона и Джонса также исчезли.
«Я не знаю, что делать, — сказал Ли Фэйрфаксу, — я не слышу вестей от генерала Стюарта, глаз моей армии. Что вы думаете о Харрисоне? Я не доверяю никаким разведчикам, но генерал Лонгстрит о нём хорошего мнения». В итоге Ли всё же встретился с Харрисоном и выслушал его донесение. Харрисон что смог установить местонахождение пяти федеральных корпусов: три стоят у Фредерика и ещё два в Миддлтауне, у подножия Южных Гор. Кроме того, по воспоминаниям Моксли Соррела, Харрисон сообщил, что командование Потомакской армией принял Джордж Мид.
Получив эти известия Ли сразу же приказал генералу Юэллу вернуть свой корпус в Чамберсберг, к основной армии. Кроме того, и заподозрил, что северяне хотят войти в Камбердендскую долину и перерезать его коммуникации с Вирджинией. Поэтому к утру он изменил решение, и приказал Юэллу идти в сторону Геттисберга. В том же направлении он направил корпус Хилла. Позже он написал, что решил перейти Южные горы для того, чтобы заставить Потомакскую армию отвести корпуса от Камберлендской долины.
Впоследствии Джон Мосби сомневался в факте появления Харрисона ночью 28 июня. По его мнению, ещё 29 июня Ли не знал о смене командира Потомакской армии. Мосби обращает внимание на то, что утром 28 июня Харрисон не мог знать о смене командования, которая произошла именно в то утро и держалась в секрете до вечера. Он так же ссылается на дневник английского полковника Фримантла при штабе Лонгстрита, который писал про 30-е число: «Вечером генерал Лонгстрит сказал мне, что только что получил разведданые о том, что Хукер отстранён, а Мид назначен на его место». По мнению Мосби, Лонгстрит перенес появление Харрисона на два дня назад для «драматического эффекта».
Историк Дэвид Эйхер не сомневался в появлении шпиона вечером 28 июня, однако о тождественности его Харрисону высказывался лишь предположительно.
Последующий события в жизни Харрисона почти не известны. 30 июня, когда бригада Джеймса Петтигрю направилась на разведку в Геттисберг,  они встретили человека, которого лейтенант Янг назвал «шпионом Лонгстрита», и который предупредил их, что в Геттисберге находится федеральная кавалерия. Историк Стивен Сирс предположил, что это был именно Харрисон.
В сентябре 1863 года Лонгстрит вернул Харрисона обратно в распоряжение Джеймса Седдона. В том же месяце Харрисон женился на Лауре Бродерс, и они отбыли на медовый месяц в Нью-Йорк, где Харисон продолжал собирать разведывательные данные.

## В кино и литературе
Харрисон — один из главных персонажей исторического романа Михаэля Шаара «The Killer Angels». В фильме «Гетисберг» его роль сыграл Купер Хукаби.